# Faniska

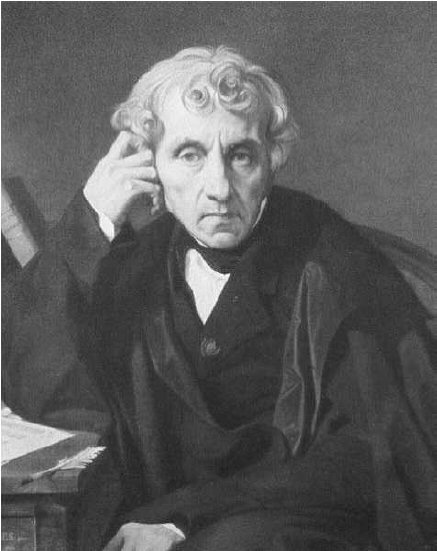
Luigi Cherubini

Faniska är en opéra comique i tre akter med musik av Luigi Cherubini och libretto av Joseph Sonnleithner efter Les mines de Pologne av René Charles Guilbert de Pixérécourt.

## Historia
I juni 1805 reste Cherubini till Wien där hans verk var mycket uppskattade. Han genomförde en rad med konserter och närvarade vid en föreställning av Beethovens Fidelio. Han mötte Haydn, en tonsättare som han särskilt uppskattade, och gav honom en medalj från Conservatoire de Paris. Haydn gav Cherubini manuskriptet till sin symfoni nr 103. Cherubini antog vidare uppdraget att skriva en opera för Wiens operascen och Faniska blev resultatet. Handlingen har likheter med Cherubinis tidigare räddningsopera Lodoïska (1791), inklusive den polska handlingen.

## Uppförandehistorik
Operan hade premiär på Theater am Kärntnertor i Wien den 25 februari 1806. Den mottogs med entusiasm av Beethoven och Haydn men fick aldrig en ledande roll i repertoaren.

## Personer
| Roller                                | Stämma        | Premiärbesättning 25 februari 1806 (Dirigent: ) |
| ------------------------------------- | ------------- | ----------------------------------------------- |
| Rasinski, borgmästare i Rava-Ruska    | tenor         |                                                 |
| Faniska, hans wife                    | sopran        | Anna Milder                                     |
| Hedwig, hans dotter                   | sopran        | Thérèse Neumann                                 |
| Zamoski, borgmästare i Sandomir       | bas           | Karl Friedrich Clemens Weinmüller               |
| Oranski, kapten för Zamoskis kosacker | bas           | Johann Vogel                                    |
| Moska, Zamoskis husa                  | soprano       |                                                 |
| Rasno, hennes brorson                 | tenor         | Wilhelm Ehlers                                  |
| Manoski, Rasinskis vän                | tenor         |                                                 |
| Två kosacker                          | tenor och bas |                                                 |
| Kör: Kosacker, vakter, tjänare, bybor |               |                                                 |

## Handling

### Akt 1
Zamoski, starosta av Sandomir, beordrar sin kosack Oranski att kidnappa Faniska som är hustru till starosta Rasiniski av Rava. Faniska tas till Zamoskis slott men motstår hans förförelsekonster. Rasinski anländer till slottet förklädd till budbärare. Zamoski genomskådar förklädnaden och kastar Rasiniski och Faniska  fängelsehålan.

### Akt 2
Zamiskis husa Moska och dennes brorson Rasno försöker befria paret men misslyckas.

### Akt 3
Paret lyckas slutligen fly med Rasnos hjälp. Rasinskis soldater anfaller slottet. Zamoski dödas och Oranski tillfångatas och förs inför rätta.